# Maria Surowschtschikowa-Petipa

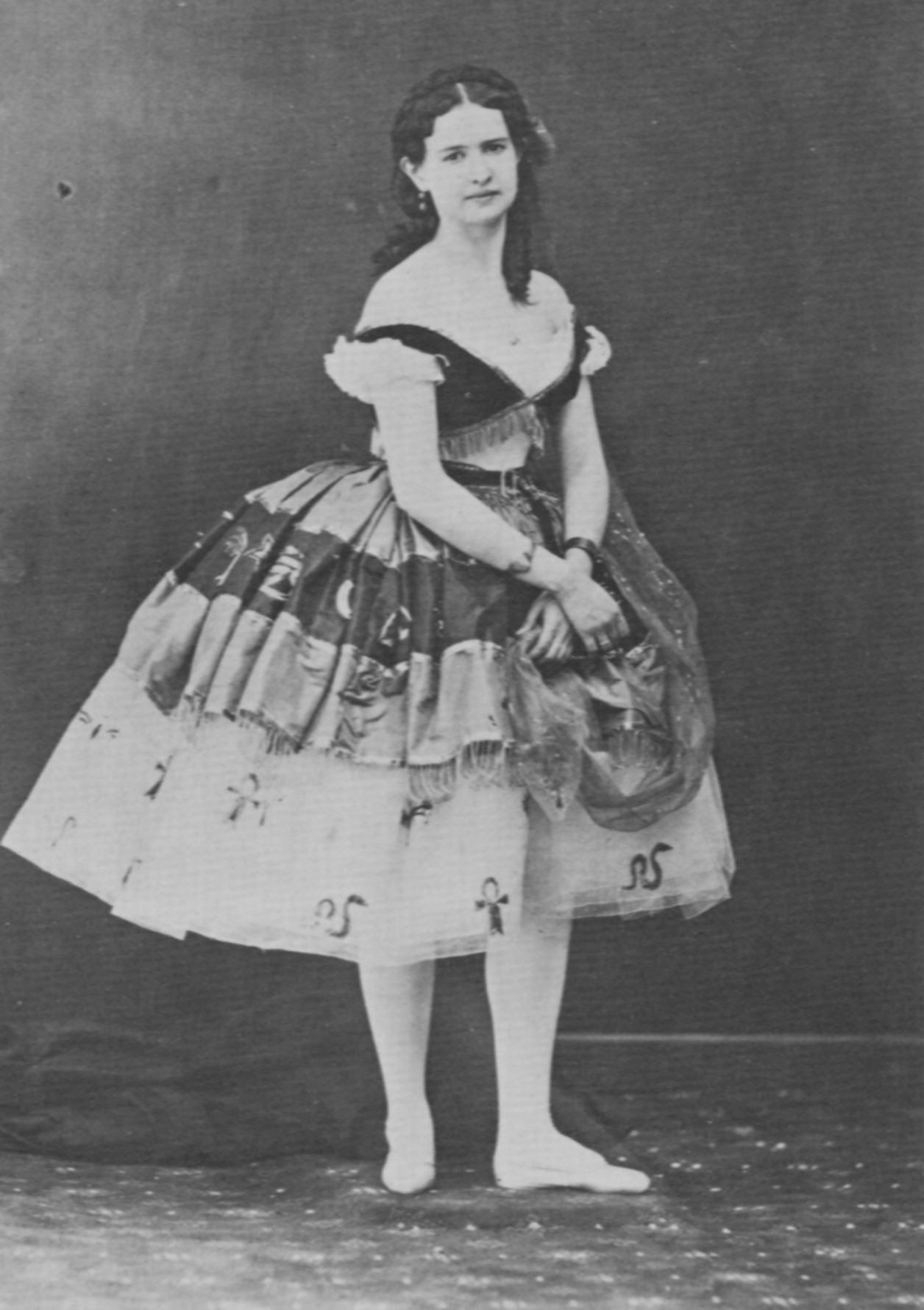
Maria Petipa, Foto von Nadar, um 1860 (wahrscheinlich im Ballett Le marché des innocents)

Maria Surowschtschikowa-Petipa, geborene Marija Sergejewna Surowschtschikowa (auch: Maria Petipa; Maria Surovshchikova-Petipa; russisch: Мария Сергеевна Суровщикова-Петипа; 27. Februar 1836 in Nowotscherkassk – 16. März 1882) war eine russische Primaballerina und die erste Frau des berühmten Tänzers und Choreografen Marius Petipa.

## Leben
Sie war eine Tochter von Agrippina Surowschtschikowa. Ihre tänzerische Ausbildung erhielt sie an der Kaiserlichen Ballettschule in Sankt Petersburg und machte ihren Abschluss 1854 mit 18 Jahren.
Noch als Studentin lernte sie Marius Petipa kennen, der zu dieser Zeit Premier Danseur am kaiserlichen Bolshoi Kamenny Theater war. Nachdem auch Maria in der Ballettkompanie des Theaters aufgenommen worden war, heirateten die beiden im Juli 1854, zuerst in der Trinitätskirche, die mit den Kaiserlichen Theatern gekoppelt war, und dann nochmal in einer zweiten Zeremonie in der römisch-katholischen Sankt-Katharinenkirche am Newski-Prospekt. Für die Heirat musste Petipa zuvor einen Dispens beantragen, damit er als französischer Staatsbürger und Katholik überhaupt eine Russin heiraten durfte, und er musste einverstanden sein, die gemeinsamen Kinder im russisch-orthodoxen Glauben erziehen zu lassen. Maria (und ihre Kinder) erhielt durch ihre Heirat automatisch die französische Staatsbürgerschaft und nannte sich von da an Surowschtschikowa-Petipa oder einfach Maria Petipa.
Das Ehepaar hatte zwei Kinder: Marie Mariusowna Petipa (1857–1930), die ebenfalls eine bekannte Ballerina and Charaktertänzerin wurde, und Jean Mariusowitsch Petipa (1859–um 1880).
Als Tänzerin wurde Maria Surowschtschikowa bereits von dem Ballettmeister Jules Perrot entdeckt, der ihr 1855 die Hauptrolle in seiner Revision von La Vivandière (russ.: Markitenka) gab. Bei den Gala-Veranstaltungen zur Krönung von Alexander II. zum Zar, am 26. Augustjul. / 7. September 1856greg. in Moskau, gehörten neben Perrot auch Maria und Marius Petipa zu den Solo-Tänzern.

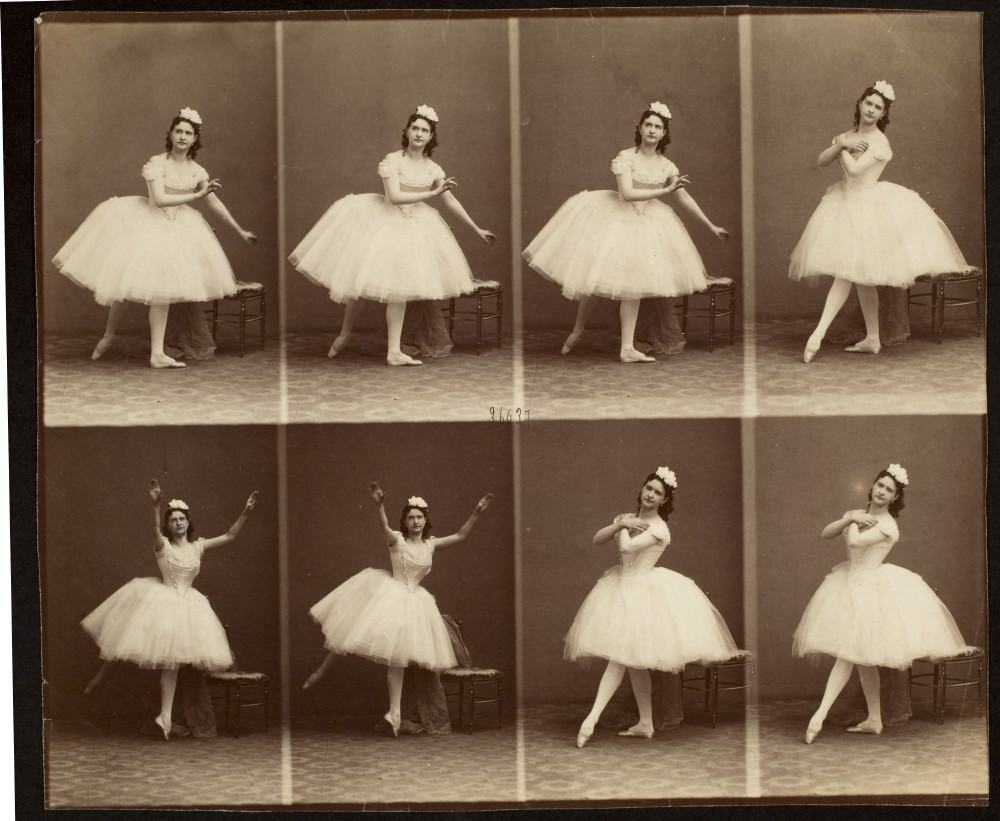
Maria Petipa, 1862 (Fotoserie von Disdéri)

Als ihr Mann Mitte der 1850er Jahre begann, eigene Ballette zu choreografieren, tanzte Maria häufig die Hauptrollen, sie war sozusagen seine erste Muse. Das erste dieser Ballette war das Divertissement L’Étoile de Grenade („Der Stern von Granada“; Musik: Cesare Pugni), das seine Premiere am 10. Januarjul. / 22. Januar 1855greg. im Michailowski-Theater erlebte, und in dem Maria Petipa so überzeugend im spanischen Stil tanzte (den ihr Mann in Spanien hautnah kennengelernt hatte), dass einige Kritiker sich beschwerten, sie sei „zu authentisch“, wie „die Leute auf den Straßen von Granada, Sevilla und Madrid“, und „ohne die französische Grazie, die vom Sankt Petersburger Publikum in Balletten erwartet“ wurde. Die besagte Grazie muss sie jedoch durchaus gehabt haben, immerhin verkörperte sie in Petipas Le Dahlia bleu (1860; Musik: Pugni) den Geist einer Blume, die Titelrolle der blauen Dahlie.
Einen internationalen Erfolg feierte das Ehepaar Petipa mit Le Marché parisien (UA: Sankt Petersburg, 1859; Musik: Pugni), das Maria auch 1861–62 in Paris tanzte (leicht verändert und unter dem Titel Le Marché des Innocents), und 1863 in Berlin und Riga, wo sie von  König Wilhelm I. mit einem Diamant-Armband beschenkt wurde. In der französischen Hauptstadt trat sie gemeinsam mit ihrem Schwager Lucien Petipa auf und wurde von Disdéri und Nadar fotografiert (siehe Abb.). 
Wieder in Russland übernahm sie u. a. die Titelrolle der Aspicia in La Fille du Pharaon (1862; Musik: Pugni), nachdem Carolina Rosati, für die die Rolle ursprünglich kreiert worden war, ihre Karriere beendete.
Zu Maria Petipas Glanznummern gehörte ein La Charmeuse genannter Tanz aus dem ansonsten nicht besonders erfolgreichen Ballett Die Schöne vom Libanon (1863, Musik: Pugni), wo sie, „...das Publikum in frenetische Extase versetzte. Maria Surovshchikova-Petipa verblüffte (zwar) nicht mit ihren Variationen, aber sie bezauberte das Publikum so sehr, dass sich ihr wundervolles Bild in der Vorstellung der Betrachter noch lange einprägte...“.
Eine heute noch bekannte Partie von Maria Petipa war die Rolle der Médora in Adams Le Corsaire, die sie 1863 in der Version von Petipa tanzte. Dieser schuf zusammen mit dem Komponisten Pugni für seine Frau die berühmte Solo-Nummer „Le petit corsaire“.
Die letzte Rolle, die Petipa für Maria kreierte, war die Titelrolle in dem Einakter Titania, für die er Mendelssohns berühmte Schauspielmusik zu Shakespeares Sommernachtstraum durch Cesare Pugni arrangieren und ergänzen ließ. Das Ballett wurde in einer Privataufführung am 18. Novemberjul. / 30. November 1866greg. im Palast der Großherzogin Elena Pawlowna uraufgeführt. Die Ehe der beiden ging jedoch zu dieser Zeit bereits in die Brüche und 1867 trennten sich Maria und Petipa; zu einer offiziellen Scheidung kam es jedoch nie (das wäre damals nicht möglich oder sehr kompliziert gewesen).
Maria Surowschtschikowa-Petipa erkrankte 1882 an den Pocken und starb mit 46 Jahren.